# Lamone (fleuve)
Pour les articles homonymes, voir Lamone.
Le Lamone est un fleuve de la Romagne (Italie). Il fait partie des fleuves de la plaine du Pô, son embouchure est en limite du delta du Pô.

## Géographie
Le Lamone nait sur la colline de Casaglia, sur un versant de 1 190 m dans les Alpe di San Benedetto (Apennins) en Toscane dans la province de Florence, Il draine un bassin de 519 km2, traverse la ville de Faenza (à 35 m d'altitude) et termine dans un marais de décantation au nord de Ravenne qui le met en communication avec la mer Adriatique à côté de Marina Romea, dans la pinède de San Vitale, après avoir parcouru 72,4 km.

## Les affluents
Outre de nombreuses sources et petits torrents, le plus souvent à sec, le Lamone reçoit, aux abords de Faenza, le torrent Marzeno qui est lui-même gonflé du torrent di valle et Tramazzo. 